# 卑爾根機場站
卑爾根機場站（Bergen lufthavn Flesland holdeplass，亦可稱作 或 ）是卑爾根輕鐵1號線的車站，亦是1號線的南端終點站。車站因位於卑爾根弗萊斯蘭機場旁邊而命名。「弗萊斯蘭」（Flesland）是特比格達鎮中的其中一個村名，也是現時機場和輕鐵站所位處的地域。
由城市公園站開出的列車，車頭及兩側的路線牌會以「卑爾根機場」（Bergen lufthavn）標示，其官方網頁亦以「Bergen lufthavn」稱呼，但在列車內及車站月台上的路線圖，則以全稱「Bergen lufthavn Flesland」表示。車內廣播則採用「Bergen lufthavn Terminal」。
本站與城市公園總站相距約為20.21公里。

## 背景
本路段為卑爾根輕鐵的第三期工程，由第二期的南端終點站潟湖站一直向西南方伸延至本站，期間共設立七個新的車站。2013年夏季開始動工，至2016年8月為止，大部份工程均已完成，唯獨是本站因仍未能趕及完成，因此於2016年8月15日先行開通潟湖至伯克蘭坡的一段，而由伯克蘭坡至本站，及途中經過的哥格城平原站，則延至2017年4月21日才正式通車。

## 月台配置
設有島式月台一座，月台中央設有升降機連接至機場大樓外的入境層（1/F，即地面）及離境層（2/F）的道路，而兩側則設有扶手電梯及樓梯通往至地面。售票機分別設於地面兩側入口及月台上，而位於地面的售票機為多功能售票機，除輕鐵車票外，亦可購買機場巴士等的車票。
用台編號仍採用舊式「1、2」號作標示。靠向機場大樓方為1號月台，靠近車路一方的為2號月台。現時已劃一採用1號月台落車、2號月台上車的方式運行。當列車在1號月台清客後，便會繼續前行至路軌盡頭，再倒車駛入2號月台。非繁忙時間時段，列車會先轉入2號路軌的盡頭，讓倒車時可以直接進入2號月台；但在繁忙時段，則會輪流駛入2個軌道盡頭再轉換方向。
| 月台（路軌） | 路線    | 目的地       | 備注     |
| ------------ | ------- | ------------ | -------- |
| 1            | 1 1號線 | 只供落車     | 只供落車 |
| 2            | 1 1號線 | 城市公園方向 | 乘車月台 |

## 車站藝術

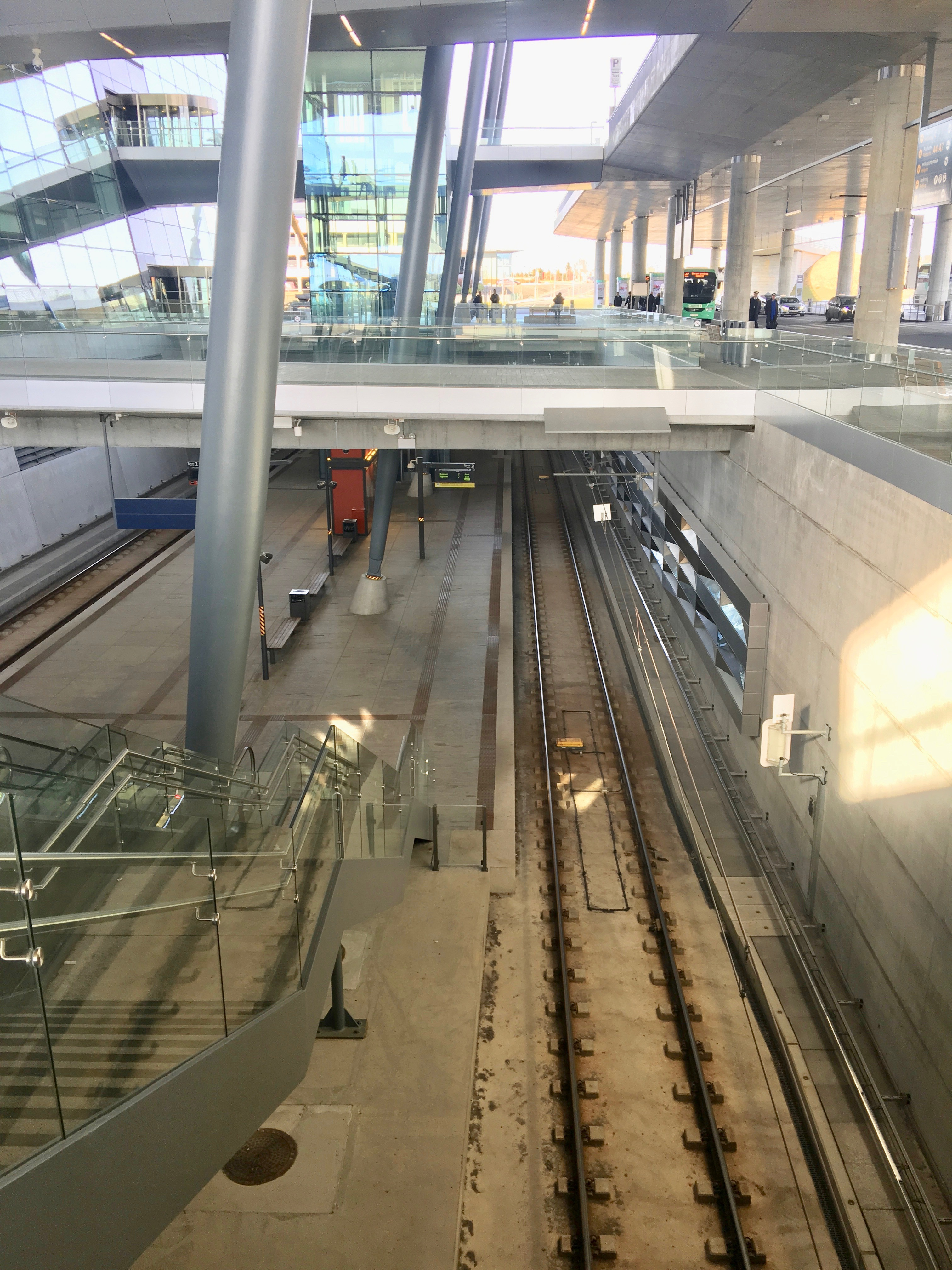
2號月台（右方）牆壁上的藝術裝置「模塊反射」中的部份。

位於2號月台的牆壁上，設置了由藝術家Anders Sletvold Moe的藝術作品「模塊反射」（Modulære refleksjoner），由84塊鍍鋁鋼板所組合而成，各塊鍍鋁鋼板都有不同的形態，部份鍍鋁鋼板的表面被打磨得光亮，可以如鏡子般反射出在月台上的影象。Moe 想利用鍍鋁鋼板的不同類型反射效果，表達出旅客在高速列車中看到被抽象化的城市景觀。

## 相鄰車站
卑爾根輕鐵
-   1   1號線

哥格城平原 - 卑爾根機場

## 外部連結
- 卑爾根輕鐵卑爾根機場站電子時間表 （页面存档备份，存于）
- YouTube上的"Bybanekunst - Modulære refleksjoner"